# 東北運輸局
東北運輸局（とうほくうんゆきょく）は、国土交通省の地方支分部局で運輸・交通に関する業務を行う地方運輸局の一つである。

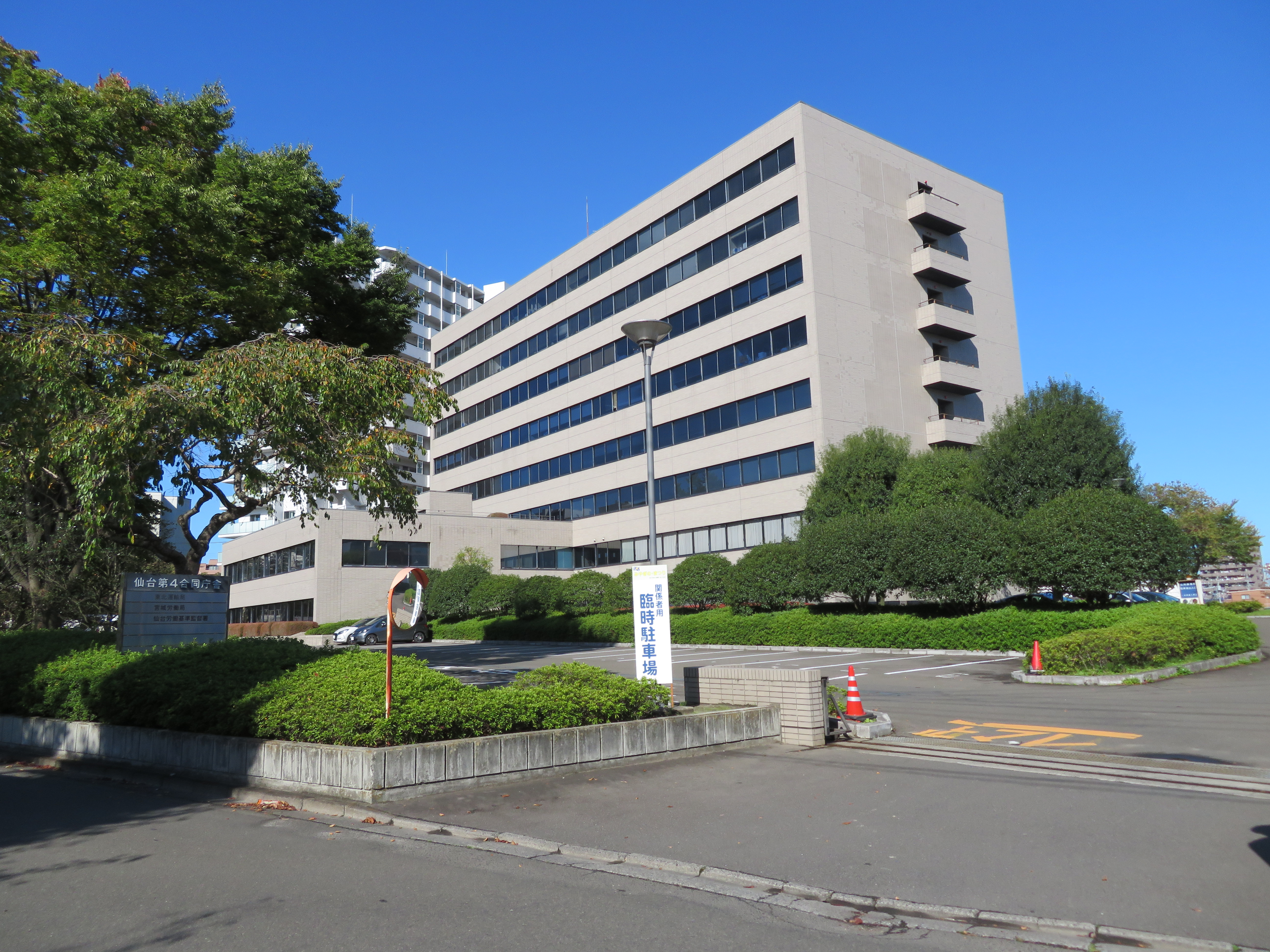
東北運輸局が所在する仙台第4合同庁舎

東北地方6県（青森県、秋田県、岩手県、山形県、宮城県、福島県）を管轄区域としている。なお、山形県、秋田県は2002年（平成14年）7月1日より新潟運輸局（現・北陸信越運輸局）から管轄を移行されている。

## 組織及び所在地

### 本局
- 所在地：宮城県仙台市宮城野区鉄砲町1番地　仙台第4合同庁舎
- 総務部
  - 総務課
  - 人事課
  - 会計課
  - 安全防災・危機管理調整官
  - 広報対策官
- 観光部
  - 観光企画課
  - 国際観光課
  - 観光地域振興課
- 交通政策部
  - 環境課
  - 物流課
  - バリアフリー推進課
- 鉄道部
  - 計画課
  - 技術課
  - 安全指導課
  - 鉄道安全監査官
- 自動車交通部
  - 旅客第一課
  - 旅客第二課
  - 貨物課
  - 自動車監査官
- 自動車技術安全部
  - 管理課
  - 整備・保安課
  - 技術課
  - 保安・環境調整官
- 海事振興部
  - 海事産業課
  - 船員労政課
  - 貨物調整官
  - 船舶産業振興官
- 海上安全環境部
  - 調整官
  - 船舶安全環境課
  - 船員労働環境・海技資格課
  - 船舶検査官
  - 船舶測度官
  - 運航労務監理官
  - 海技試験官
  - 外国船舶監督官

### 出先機関

#### 陸運部門
（ ）内は交付されるナンバープレートに付される都市・地域名。
青森運輸支局（「青森」「弘前」）
- 所在地：青森県青森市大字浜田字豊田139-13
- 管轄区域：青森県西部（青森市、弘前市、黒石市、五所川原市、むつ市、つがる市、平川市、東津軽郡、西津軽郡、中津軽郡、南津軽郡、北津軽郡、上北郡（横浜町・野辺地町）、下北郡）
- 「弘前」ナンバー対象地域：弘前市、中津軽郡

青森運輸支局 八戸自動車検査登録事務所（「八戸」）
- 所在地：青森県八戸市桔梗野工業団地2丁目12-12
- 管轄区域：青森県東部（八戸市、十和田市、三沢市、上北郡（七戸町・おいらせ町・東北町・六戸町、六ヶ所村）、三戸郡）

岩手運輸支局本庁舎（「岩手」「盛岡」「平泉」）
- 所在地：岩手県紫波郡矢巾町流通センター南2丁目8-5
- 管轄区域：岩手県全域
- 「盛岡」ナンバー対象地域：盛岡市、八幡平市、滝沢市、紫波郡紫波町・矢巾町
- 「平泉」ナンバー対象地域：奥州市、一関市、胆沢郡金ヶ崎町、西磐井郡平泉町

宮城運輸支局（「宮城」「仙台」）
- 所在地：宮城県仙台市宮城野区扇町3丁目3-15
- 管轄区域：宮城県全域
- 「仙台」ナンバー対象地域：仙台市

秋田運輸支局（「秋田」）
- 所在地：秋田県秋田市泉字登木74-3
- 管轄区域：秋田県全域

山形運輸支局本庁舎（「山形」）
- 所在地：山形県山形市大字漆山字行段1422-1
- 管轄区域：庄内地方を除く山形県（山形市、上山市、天童市、寒河江市、東根市、村山市、尾花沢市、新庄市、南陽市、長井市、米沢市、東村山郡、西村山郡、北村山郡、最上郡、西置賜郡、東置賜郡）

山形運輸支局 庄内自動車検査登録事務所（「庄内」）
- 所在地：山形県東田川郡三川町大字押切新田字歌枕3
- 管轄区域：山形県庄内地方（酒田市、鶴岡市、東田川郡、飽海郡）

福島運輸支局本庁舎（「福島」「会津」「郡山」「白河」）
- 所在地：福島県福島市吉倉字吉田54
- 管轄区域：福島県内のいわき自動車検査登録事務所管轄区域を除いた他区域（福島市、会津若松市、郡山市、白河市、須賀川市、喜多方市、相馬市、二本松市、田村市、南相馬市、伊達市、本宮市、伊達郡、安達郡、岩瀬郡、南会津郡、耶麻郡、河沼郡、大沼郡、西白河郡、田村郡三春町、相馬郡）
- 「会津」ナンバー対象地域：会津若松市、喜多方市、南会津郡、耶麻郡、河沼郡、大沼郡
- 「郡山」ナンバー対象地域：郡山市
- 「白河」ナンバー対象地域：白河市、西白河郡

福島運輸支局 いわき自動車検査登録事務所（「いわき」）
- 所在地：福島県いわき市内郷綴町字舟場1-135
- 管轄区域：いわき市、東白川郡、石川郡、双葉郡、田村郡小野町

#### 海事部門
青森運輸支局
- 所在地：青森県青森市大字浜田字豊田139-13
- 管轄区域：青森県西部（青森市・弘前市・黒石市・五所川原市・むつ市・つがる市・平川市・十和田市・東津軽郡・西津軽郡・中津軽郡・南津軽郡・北津軽郡・上北郡（横浜町、野辺地町）・下北郡（大間町、風間浦村、佐井村））

青森運輸支局 八戸海事事務所
- 所在地：青森県八戸市築港街二丁目16　八戸港湾合同庁舎
- 管轄区域：青森県東部（八戸市、三沢市、下北郡東通村、上北郡（七戸町、おいらせ町、東北町、六戸町、六ヶ所村）、三戸郡）および岩手県北部（久慈市、二戸市、九戸郡、二戸郡）

岩手運輸支局宮古庁舎
- 所在地：岩手県宮古市藤原三丁目114-2　宮古港湾合同庁舎
- 管轄区域：北部と南部を除く岩手県全域

気仙沼海事事務所
- 所在地：宮城県気仙沼市朝日町1-2　気仙沼合同庁舎
- 管轄区域：宮城県北部（気仙沼市・本吉郡）および岩手県南部（大船渡市、陸前高田市、一関市、気仙郡、西磐井郡）

石巻海事事務所
- 所在地：宮城県石巻市中島町15-2　石巻港湾合同庁舎
- 管轄区域：宮城県東部（石巻市、栗原市、登米市、東松島市、遠田郡、牡鹿郡）

秋田運輸支局
- 所在地：秋田県秋田市泉字登木74-3
- 管轄区域：秋田県全域

山形運輸支局酒田庁舎
- 所在地：山形県酒田市船場町2-5-43
- 管轄区域：山形県全域

福島運輸支局小名浜庁舎
- 所在地：福島県いわき市小名浜字辰巳町38-3
- 管轄区域：福島県全域

※宮城県のうち、気仙沼・石巻の両海事事務所に含まれない地域は東北運輸局本局の直轄区域。